# Liolaemus riojanus
Liolaemus riojanus — вид ігуаноподібних ящірок родини Liolaemidae. Ендемік Аргентини.

## Поширення і екологія
Liolaemus riojanus мешкають в аргентинських провінціях Ла-Ріоха, Сан-Хуан і Мендоса. Вони живуть на піщаних дюнах, порослих травою і невисокими чагарниками, зокрема Bulnesia retama і Prosopis. Зустрічаються на висоті від 550 до 1200 м над рівнем моря. Живляться комахами, відкладають яйця.